# Pausir
Pausir (grč. Παυσίρις; Pausiris ili Pausires) je zajedno s Tanirom vladao kao satrap Egipta u službi Perzijskog Carstva. Vladao je u doba velikog kralja Artakserksa I., odnosno sredinom 5. stoljeća pr. Kr. Pausir je bio sin Amirteja I. koji se 460. pr. Kr. zajedno s Inarom pobunio protiv perzijske vlasti, nakon čega su zajedno vladali Egiptom šest godina. Perzijski vladar Artakserkso I. poslao je sirijskog satrapa Megabiza II. da uguši pobunu, što mu uspjeva 454. pr. Kr. Nakon toga Herodot tvrdi kako su Perzijanci na mjestu egipatskog satrapa imenovali sinove navedenih pobunjenika; Pausira i Taniru. Budući kako je Pausirov otac Amirtej I. kao pobunjenik vladao područjem oko grada Saisa, a njegov saveznik Inar Marejom (područje zapadno od moderne Aleksandrije), pretpostavlja se kako su Pausir odnosno Tanira vladali istim dijelovima Egipta. Kao sljedeći satrap Egipta spominje se perzijski princ Arsam, koji je vladao od oko 428. pr. Kr. sve do 404. pr. Kr. kada se Egipat pod vodstvom Pausirovog oca Amirteja II. osamostaljuje.

## Poveznice
- Artakserkso I.
- Amirtej I.
- Tanira
- Arsam

| Prethodnik:                                                                                         | Satrap Egipta (istočni dio) (454. - cca 428. pr. Kr.) | Nasljednik:                     |
| Ahemen (484. - 460. pr. Kr.) ____________________ Amirtejova i Inarova pobuna (460. - 454. pr. Kr.) | Satrap Egipta (istočni dio) (454. - cca 428. pr. Kr.) | Arsam (cca 428. - 404. pr. Kr.) |

## Vanjske poveznice
- Pausir (Pausiras), AncientLibrary.com  Arhivirana inačica izvorne stranice od 22. veljače 2011. (Wayback Machine)
- Herodot, III. 15.
- Drevni Egipat: Perzijska satrapija (Reshafim.org)  Arhivirana inačica izvorne stranice od 20. studenoga 2009. (Wayback Machine)